# Tournoi pré-olympique de l'UEFA 1983-1984, groupe 4
Navigation
Groupe 3
Cet article donne les résultats des matches du groupe 4 du tournoi pré-olympique de l'UEFA 1983-1984.

## Groupe 4A
| Rang | Équipe               | Pts | J | G | N | P | Bp | Bc | Diff |  | Résultats (▼ dom., ► ext.) |     |     |     |
| ---- | -------------------- | --- | - | - | - | - | -- | -- | ---- |  | -------------------------- | --- | --- | --- |
| 1    | Allemagne de l’Ouest | 6   | 4 | 3 | 0 | 1 | 7  | 3  | +4   |  | Allemagne de l’Ouest       |     | 3-0 | 2-0 |
| 2    | Portugal             | 4   | 4 | 2 | 0 | 2 | 5  | 6  | -1   |  | Portugal                   | 3-1 |     | 2-1 |
| 3    | Israël               | 2   | 4 | 1 | 0 | 3 | 2  | 5  | -3   |  | Israël                     | 0-1 | 1-0 |     |

### Détail des rencontres
| 24 avril 1983 | Portugal                                | 3 - 1 | Allemagne de l’Ouest | Estádio Nacional Lisbonne, Portugal            |                                                |
| | Ademar 3e · Lito 54e (pen.) · Pires 82e | (1 - 0) | Schatzschneider 52e  | Spectateurs : 5 000 Arbitrage : Ronald Bridges | Spectateurs : 5 000 Arbitrage : Ronald Bridges |
| | Rapport                                 | |                      | Spectateurs : 5 000 Arbitrage : Ronald Bridges | Spectateurs : 5 000 Arbitrage : Ronald Bridges |
| Matos - Coelho, Frederico, Nunes ( 53e Oliveira), Vítor Santos, Paris - Ademar, Murça - Reinaldo, Lito, Fonseca, ( 69e Pires) | Équipes                                 | Franke - Geils (en), Hupe (en), Bast (en), Wehmeyer - Hartwig, Groh, Del'Haye - Schatzschneider, Mohr (de) ( 64e Patzke (en)), Dreßel (en) ( 75e Klotz (en)) |                      | Spectateurs : 5 000 Arbitrage : Ronald Bridges | Spectateurs : 5 000 Arbitrage : Ronald Bridges |

| 8 juin 1983 | Allemagne de l’Ouest  | 2 - 0 | Israël | Stadion am Zoo (en) Wuppertal, Allemagne de l'Ouest        |                                                            |
| | Hartwig 3e · Waas 86e | (1 - 0) |        | Spectateurs : 9 000 Arbitrage : Victoriano Sánchez Arminio | Spectateurs : 9 000 Arbitrage : Victoriano Sánchez Arminio |
| | Rapport               | |        | Spectateurs : 9 000 Arbitrage : Victoriano Sánchez Arminio | Spectateurs : 9 000 Arbitrage : Victoriano Sánchez Arminio |
| Franke - Bockenfeld, Geils (en), Hupe (en) , Wehmeyer - Hartwig ( 76e Pagelsdorf (en)), Groh , Mohr (de), Patzke (en), Klotz (en), Waas | Équipes               | Alter (en) - Lasri (en), Jauvel ( 87e Ramler (he)), Parselani (he) , Pizanti (en), Yerushalmi 90e - Shirazi (en), Davidi (en), Zano (en) - Armeli (en), Landau (en) |        | Spectateurs : 9 000 Arbitrage : Victoriano Sánchez Arminio | Spectateurs : 9 000 Arbitrage : Victoriano Sánchez Arminio |

| 4 octobre 1983 | Allemagne de l’Ouest                        | 3 - 0 | Portugal | Stadion an der Bremer Brücke Osnabrück, Allemagne de l'Ouest |                                                         |
| | Schatzschneider 38e 75e (pen.) · Bommer 47e | (1 - 0) |          | Spectateurs : 15 000 Arbitrage : Joseph Bertram Worrall      | Spectateurs : 15 000 Arbitrage : Joseph Bertram Worrall |
| | Rapport                                     | |          | Spectateurs : 15 000 Arbitrage : Joseph Bertram Worrall      | Spectateurs : 15 000 Arbitrage : Joseph Bertram Worrall |
| Franke - Bockenfeld ( 77e Geils (en)), Bast (en), Dickgießer (en), Wehmeyer - Hartwig, Bommer, Groh, Brehme - Schatzschneider, Mill ( 75e Schreier) | Équipes                                     | Zé Beto - Coelho, Paquito, Oliveira, Álvaro - Nunes ( 57e Vítor Santos), Paris, Murça, Lito - Norton de Matos , José Rafael ( 57e Vitorino) |          | Spectateurs : 15 000 Arbitrage : Joseph Bertram Worrall      | Spectateurs : 15 000 Arbitrage : Joseph Bertram Worrall |

| 30 octobre 1983 | Israël         | 1 - 0 | Portugal | Bloomfield Stadium Tel Aviv, Israël       |                                           |
| | Cohen (he) 76e | (0 - 0) |          | Spectateurs : 8 000 Arbitrage : Ioan Igna | Spectateurs : 8 000 Arbitrage : Ioan Igna |
| | Rapport        | |          | Spectateurs : 8 000 Arbitrage : Ioan Igna | Spectateurs : 8 000 Arbitrage : Ioan Igna |
| Alter (en) - Lasri (en) , Barda (en), Parselani (he) , Pizanti (en) - Cohen (he), Zano (en) ( 80e Levi (he)), Mizrahi ( 55e Shirazi (en)) - Landau (en), Yani (he), Armeli (en) | Équipes        | Jesus - Frederico, Vítor Santos, Nunes, Paquito, Coelho 63e - Skoda, Murça, Paris, Júlio - José Rafael ( 66e Vitorino) |          | Spectateurs : 8 000 Arbitrage : Ioan Igna | Spectateurs : 8 000 Arbitrage : Ioan Igna |

| 20 novembre 1983 | Israël  | 0 - 1 | Allemagne de l’Ouest | Bloomfield Stadium Tel Aviv, Israël            |                                                |
| |         | (0 - 1) | Schatzschneider 5e   | Spectateurs : 17 000 Arbitrage : Gérard Biguet | Spectateurs : 17 000 Arbitrage : Gérard Biguet |
| | Rapport | |                      | Spectateurs : 17 000 Arbitrage : Gérard Biguet | Spectateurs : 17 000 Arbitrage : Gérard Biguet |
| Alter (en) - Lasri (en), Barda (en), Parselani (he) , Pizanti (en), Zana (en) 6e - Cohen (he) ( 61e Levi (he)), Zano (en) - Yani (he), Landau (en), Armeli (en) | Équipes | Junghans - Bockenfeld, Bast (en), Dickgießer (en), Wehmeyer - Hartwig ( 78e Buchwald), Groh, Brehme, Bommer - Schreier ( 88e Geils (en)), Schatzschneider. |                      | Spectateurs : 17 000 Arbitrage : Gérard Biguet | Spectateurs : 17 000 Arbitrage : Gérard Biguet |

| 11 janvier 1984 | Portugal                  | 2 - 1 | Israël        | Estádio do Restelo Lisbonne, Portugal               |                                                     |
| | Murça 26e · Frederico 79e | (1 - 1) | Yani (he) 15e | Spectateurs : 2 500 Arbitrage : Gino Menicucci (it) | Spectateurs : 2 500 Arbitrage : Gino Menicucci (it) |
| | Rapport                   | |               | Spectateurs : 2 500 Arbitrage : Gino Menicucci (it) | Spectateurs : 2 500 Arbitrage : Gino Menicucci (it) |
| Zé Beto - Nunes , Frederico, Álvaro 88e, Paquito - Jorge Silva ( 46e Ademar), Vítor Santos, Murça, Virgílio Lopes, Laureta - José Rafael | Équipes                   | Alter (en) - Lasri (en), Barda (en), Parselani (he) 62e, Pizanti (en), Zana (en) - Cohen (he) ( 37e Shirazi (en) ), Zano (en) - Yani (he), Landau (en), Armeli (en) ( 75e Ohana) |               | Spectateurs : 2 500 Arbitrage : Gino Menicucci (it) | Spectateurs : 2 500 Arbitrage : Gino Menicucci (it) |

## Groupe 4B
| Rang | Équipe   | Pts | J | G | N | P | Bp | Bc | Diff |  | Résultats (▼ dom., ► ext.) |     |     |     |
| ---- | -------- | --- | - | - | - | - | -- | -- | ---- |  | -------------------------- | --- | --- | --- |
| 1    | France   | 7   | 4 | 3 | 1 | 0 | 7  | 2  | +5   |  | France                     |     | 2-0 | 3-1 |
| 2    | Belgique | 3   | 4 | 0 | 3 | 1 | 1  | 3  | -2   |  | Belgique                   | 1-1 |     | 0-0 |
| 3    | Espagne  | 2   | 4 | 0 | 2 | 2 | 1  | 4  | -3   |  | Espagne                    | 0-1 | 0-0 |     |

### Détail des rencontres
| 9 mars 1983        | Belgique | 0 - 0   | Espagne | Het Lisp Lierre, Belgique                       |                                                 |
| 18:00 heure locale | | (0 - 0) | | Spectateurs : 1 500 Arbitrage : Moshe Ashkenazi | Spectateurs : 1 500 Arbitrage : Moshe Ashkenazi |
| 18:00 heure locale | Rapport |         | | Spectateurs : 1 500 Arbitrage : Moshe Ashkenazi | Spectateurs : 1 500 Arbitrage : Moshe Ashkenazi |
| 18:00 heure locale | De Coninck - Boeckstaens, Somers, Theunis , Wintacq - Thairet ( 73e Gorez), Clijsters, Querter - Cordiez , Sanders, De Lamper | Équipes | Buyo - Ricardo Serna, Álvarez (en), Juan José (en), Julio Alberto - Señor, Víctor, Francisco, Lobo Carrasco - Sarabia ( 46e de Andrés), Marcos Alonso ( 67e Rincón) | Spectateurs : 1 500 Arbitrage : Moshe Ashkenazi | Spectateurs : 1 500 Arbitrage : Moshe Ashkenazi |

| 23 mars 1983       | Espagne | 0 - 1   | France | Estadio Nueva Condomina Murcie, Espagne             |                                                     |
| 21:00 heure locale | | (0 - 0) | Xuereb 87e                                                                                                 | Spectateurs : 28 000 Arbitrage : Egbert Mulder (nl) | Spectateurs : 28 000 Arbitrage : Egbert Mulder (nl) |
| 21:00 heure locale | Rapport |         | | Spectateurs : 28 000 Arbitrage : Egbert Mulder (nl) | Spectateurs : 28 000 Arbitrage : Egbert Mulder (nl) |
| 21:00 heure locale | Buyo - Álvarez (en), Ricardo Serna, Juan José (en) , Julio Alberto ( 68e Nimo (es)) - Roberto, Víctor, Francisco ( 61e Güerri), Lobo Carrasco - Rincón, Marcos Alonso | Équipes | Rust - Thouvenel, Jeannol, Pilorget - Ayache, Lemoult, Touré, Rubio, Zanon ( 80e Bijotat) - Xuereb, Bureau | Spectateurs : 28 000 Arbitrage : Egbert Mulder (nl) | Spectateurs : 28 000 Arbitrage : Egbert Mulder (nl) |

| 23 avril 1983      | France | 2 - 0   | Belgique | Stade Marcel-Michelin Clermont-Ferrand, France   |                                                  |
| 16:00 heure locale | Xuereb 6e 15e                                                                                                | (2 - 0) | | Spectateurs : 13 000 Arbitrage : Klaus Scheurell | Spectateurs : 13 000 Arbitrage : Klaus Scheurell |
| 16:00 heure locale | Rapport |         | | Spectateurs : 13 000 Arbitrage : Klaus Scheurell | Spectateurs : 13 000 Arbitrage : Klaus Scheurell |
| 16:00 heure locale | Rust - Thouvenel, Jeannol, Pilorget, Sénac - Lemoult, Zanon, Rubio - Ferratge ( 80e Brisson), Xuereb, Zénier | Équipes | Lauryssen - Boeckstaens, Lambrichts, Wintacq, Theunis - Ipermans ( 84e Thairet), Dardenne, Gorez, Cordiez ( 55e Sanders) - Martens, Hoste | Spectateurs : 13 000 Arbitrage : Klaus Scheurell | Spectateurs : 13 000 Arbitrage : Klaus Scheurell |

| 21 septembre 1983  | Espagne | 0 - 0   | Belgique | Estadio Carlos Tartiere Oviedo, Espagne        |                                                |
| 20:30 heure locale | | (0 - 0) | | Spectateurs : 18 000 Arbitrage : Pietro D'Elia | Spectateurs : 18 000 Arbitrage : Pietro D'Elia |
| 20:30 heure locale | Rapport |         | | Spectateurs : 18 000 Arbitrage : Pietro D'Elia | Spectateurs : 18 000 Arbitrage : Pietro D'Elia |
| 20:30 heure locale | Buyo - Quique ( 81e Esteban (es)), Nimo (es), Goikoetxea , Álvarez (en) - Roberto ( 65e Rincón), Víctor, Señor - Marcos Alonso, Sarabia, Lobo Carrasco | Équipes | De Coninck - De Craeye, Kesselaers, Claes, Querter - Thairet , Dardenne, Janssen - Verheecke, Hoste , Van den Bergh | Spectateurs : 18 000 Arbitrage : Pietro D'Elia | Spectateurs : 18 000 Arbitrage : Pietro D'Elia |

| 9 novembre 1983    | Belgique | 1 - 1   | France | Stade de la Neuville Charleroi, Belgique           |                                                    |
| 15:00 heure locale | Hoste 63e | (0 - 0) | Xuereb 90+2e | Spectateurs : 4 000 Arbitrage : Ulrich Nyffenegger | Spectateurs : 4 000 Arbitrage : Ulrich Nyffenegger |
| 15:00 heure locale | Rapport |         | | Spectateurs : 4 000 Arbitrage : Ulrich Nyffenegger | Spectateurs : 4 000 Arbitrage : Ulrich Nyffenegger |
| 15:00 heure locale | De Coninck - Boeckstaens, Claes, Lambrichts, Querter - De Craeye ( 55e Van den Buijs (nl)), Theunis , Dardenne, Janssen - Verheecke, Hoste ( 70e Van den Bergh) | Équipes | Rust - Ayache, Jeannol, Bijotat, Bibard, Pilorget - Lemoult, Souto ( 81e Zanon) - Zénier ( 88e Xuereb), Bureau, Brisson | Spectateurs : 4 000 Arbitrage : Ulrich Nyffenegger | Spectateurs : 4 000 Arbitrage : Ulrich Nyffenegger |

| 29 février 1984    | France | 3 - 1   | Espagne | Stade de La Colombière Épinal, France                   |                                                         |
| 16:00 heure locale | Cubaynes 26e 77e (pen.) · Jeannol 75e                                                                                           | (1 - 1) | Butragueño 10e | Spectateurs : 10 529 Arbitrage : Reidar Bjørnestad (no) | Spectateurs : 10 529 Arbitrage : Reidar Bjørnestad (no) |
| 16:00 heure locale | Rapport |         | | Spectateurs : 10 529 Arbitrage : Reidar Bjørnestad (no) | Spectateurs : 10 529 Arbitrage : Reidar Bjørnestad (no) |
| 16:00 heure locale | Rust - Bibard, Jeannol, Sénac, Thouvenel, Bijotat - Lemoult, Souto ( 46e Lacombe ) - Bureau ( 76e Brisson), Cubaynes , Ferratge | Équipes | Zubizarreta - Diego , Patxi Salinas, Miguel Ángel (es), Esteban (es) - Aspiazu ( 80e Orejuela (en)), Míchel, Marina, Martín Vázquez - Álvarez Giráldez ( 67e García Pitarch), Butragueño | Spectateurs : 10 529 Arbitrage : Reidar Bjørnestad (no) | Spectateurs : 10 529 Arbitrage : Reidar Bjørnestad (no) |

## Barrage
| Équipe 1 | Résultat | Équipe 2             | Aller | Retour |
| -------- | -------- | -------------------- | ----- | ------ |
| France   | 2 - 1    | Allemagne de l’Ouest | 1 - 1 | 1 - 0  |

| 27 mars 1984 | France     | 1 - 1 | Allemagne de l’Ouest | Parc des Princes Paris, France                      |                                                     |
| | Xuereb 30e | (1 - 0) | Schatzschneider 86e  | Spectateurs : 25 000 Arbitrage : Ulrich Nyffenegger | Spectateurs : 25 000 Arbitrage : Ulrich Nyffenegger |
| | Rapport    | |                      | Spectateurs : 25 000 Arbitrage : Ulrich Nyffenegger | Spectateurs : 25 000 Arbitrage : Ulrich Nyffenegger |
| Rust - Ayache, Jeannol, Sénac, Bijotat, Thouvenel - Lemoult, Lanthier ( 64e Lacombe), Ferreri - Cubaynes, Xuereb ( 75e Brisson) | Équipes    | Franke - Buchwald, Bockenfeld, Bast (en) , Wehmeyer - Hartwig, Groh, Brehme ( 87e Schreier), Bommer - Schatzschneider, Mill |                      | Spectateurs : 25 000 Arbitrage : Ulrich Nyffenegger | Spectateurs : 25 000 Arbitrage : Ulrich Nyffenegger |

| 17 avril 1984 | Allemagne de l’Ouest | 0 - 1                                                                                           | France      | Ruhrstadion Bochum, Allemagne de l'Ouest         |                                                  |
| |                      | (0 - 0)                                                                                         | Lacombe 76e | Spectateurs : 18 000 Arbitrage : Ib Nielsen (nl) | Spectateurs : 18 000 Arbitrage : Ib Nielsen (nl) |
| | Rapport              |                                                                                                 |             | Spectateurs : 18 000 Arbitrage : Ib Nielsen (nl) | Spectateurs : 18 000 Arbitrage : Ib Nielsen (nl) |
| Zumdick (en) - Buchwald, Dickgießer (en), Bast (en) , Wehmeyer - Hartwig, Groh, Bommer, Falkenmayer ( 69e Schreier), Schatzschneider, Mill | Équipes              | Rust - Thouvenel, Sénac, Jeannol 56e, Zanon, Lemoult, Rohr, Lacombe, Lanthier - Xuereb, Garande |             | Spectateurs : 18 000 Arbitrage : Ib Nielsen (nl) | Spectateurs : 18 000 Arbitrage : Ib Nielsen (nl) |